# 1226 pr. n. št.
1226 pr. n. št. je bilo leto predjulijanskega rimskega koledarja.
Oznaka 1226 pr. Kr. oz. 1226 AC (Ante Christum, »pred Kristusom«), zdaj posodobljena v 1226 pr. n. št., se uporablja od srednjega veka, ko se je uveljavilo številčenje po sistemu Anno Domini.

## Smrti
- Dzu Džja, 25. ali 26. kralj kitajske dinastije Šang (* 13. stoletje)